# Romania

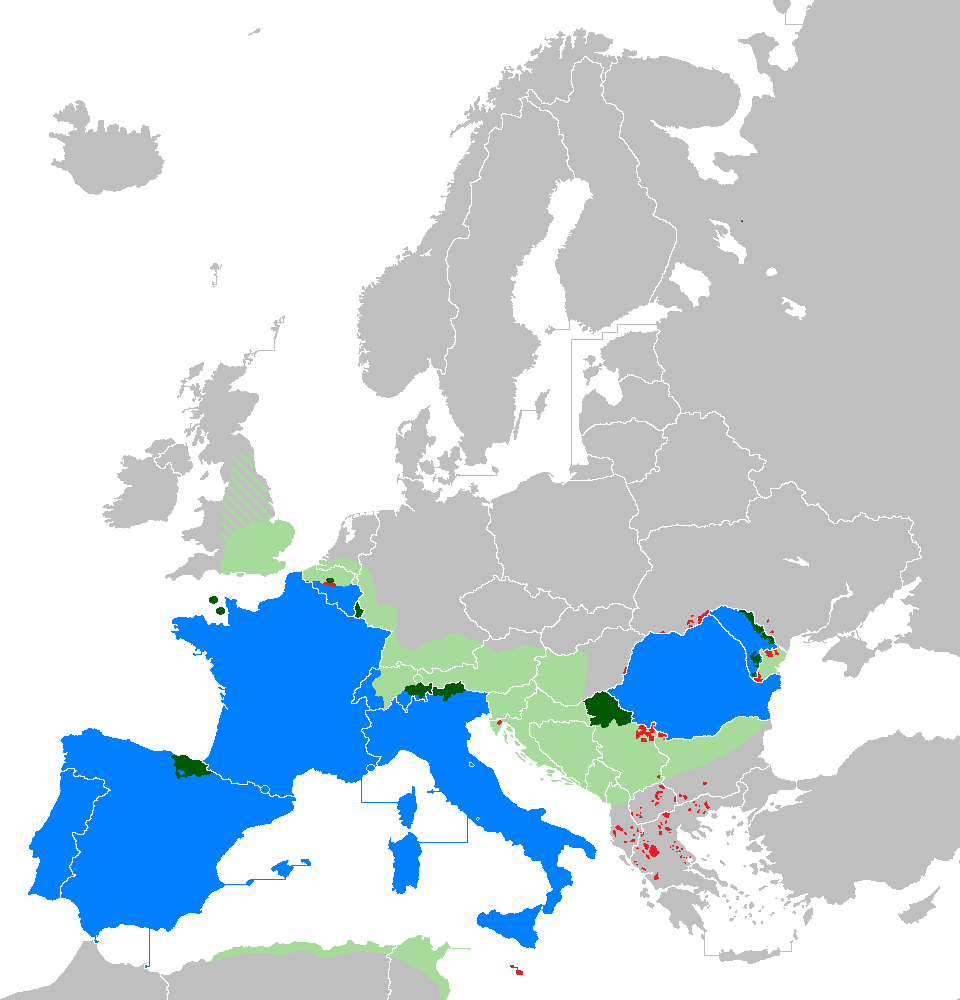
Romaans Europa
Gebieden met een Romaanse taal als nationale taal
Gebieden waar een Romaanse taal wordt gesproken naast een andere taal

De Romania (ook wel Romaans Europa) is het Romaanse taal- en cultuurgebied in Europa. Hieronder vallen landen in Zuid-Europa zoals Spanje, Portugal, Frankrijk, Italië, Roemenië en Moldavië. Maar ook andere landen worden ertoe gerekend zoals België, Luxemburg, Monaco, Zwitserland, Andorra, Vaticaanstad San Marino, Kroatië, Servië, Noord-Macedonië, Griekenland en Oekraïne, waar ook Romaanse talen worden gesproken. Veel van deze landen zijn ook lid van de Latijnse Unie.
De bevolking is vaak rooms-katholiek, met uitzondering van Roemenië en Moldavië met een overwegend Roemeens-orthodoxe bevolking.
De Romaanse cultuur heeft ook vrij veel invloed in Dalmatië en Istrië en in gebieden die eeuwenlang in de Romaanse invloedssfeer lagen zoals Vlaanderen.